# Kalle Dalin
Kalle Dalin, född 8 mars 1975, är orienterare som varit sin klubb Leksands OK trogen i alla år. Kalles största merit är EM-guld på långdistans 2004 i Roskilde, Danmark. Dalin har sprungit två VM för Sverige, 2004 i Västerås och 2005 i Japan, men aldrig lyckats ta någon medalj.
Jobbade även som högstadielärare för Bjursåsskolan. 1998- 2003